# Hymn Rwandy
Rwanda Nzize (w języku ruanda-rundi Nasza Rwanda) jest narodowym hymnem Rwandy od 1 stycznia 2002 roku. Zastąpił on dawny hymn – Rwanda Rwacu, który powstał w 1962 roku.

## Tekst

### Wersja ruanda-rundi
Rwanda nziza gihugu cyacu

Wuje imisozi, ibiyaga n’ibirunga

Ngobyi iduhetse gahorane ishya.

Rekatukurate tukuvuge ibigwi

Wowe utubumbiye hamwe twese

Abanyarwanda uko watubyaye

Berwa, sugira, singizwa iteka.
Horana Imana murage mwiza

Ibyo tugukesha ntibishyikirwa:

Umuco dusangiye uraturanga

Ururimi rwacu rukaduhuza

Ubwenge, umutima, amaboko yacu

Nibigukungahaze bikwiye

Nuko utere imbere ubutitsa.
Abakurambere b’intwari

Bitanze batizigama

Baraguhanga uvamo ubukombe

Utsinda ubukoroni na mpatsebihugu

Byayogoje Afurika yose

None uraganje mu bwigenge

Tubikomeyeho uko turi twese.
Komeza imihigo rwanda dukunda

Duhagurukiye kukwitangira

Ngo amahoro asabe mu bagutuye

Wishyire wizane muri byose

Urangwe n’ishyaka, utere imbere

Uhamye umubano n’amahanga yose

Maze ijabo ryawe riguhe ijambo.

### Wersja francuska
Rwanda, notre beau et cher pays

Paré de collines, de lacs et de volcans

Mère patrie, sois toujours comblée de bonheur

Nous tous tes enfants: Abanyarwanda

Chantons ton éclat et proclamons tes hauts faits

Toi, giron maternel de nous tous

Sois à jamais admiré, prospère et couvert d’éloges.
Précieux héritage, que Dieu te protège

Tu nous as comblé de biens inestimables

Notre culture commune nous identifie

Notre unique langue nous unifie

Que notre intelligence, notre conscience et nos forces

Te comblent de richesses diversifiées

Pour un développement sans cesse renouvelé.
Nos valeureux aïeux

Se sont donnés corps et âmes

Jusqu’à faire de toi une grande nation

Tu as eu raison du joug colonialo-impérialiste

Qui a dévasté l’Afrique tout entière

Et te voici aise de ton indépendance souveraine

Acquis que sans cesse nous défendrons.
Maintiens ce cap, Rwanda bien-aimé

Debout nous nous engageons pour toi

Afin que la paix règne dans tout le pays

Que tu sois libre de toute entrave

Que ta détermination engage le progrès

Qu’excellent tes relations avec tous les pays

Et qu’enfin ta fierté te vaille estime.

### Tłumaczenie polskie
Rwando, nasz piękny i drogi kraju,

Ozdobiony wzgórzami, jeziorami i wulkanami

Ojczyzno, niech zawsze wypełnia Cię szczęście

My wszyscy jesteśmy Twoimi dziećmi: Abanyarwanda

Wysławiajmy Twój blask i pokazujmy Twe dobre uczynki

Ty, matczyne łono dla nas wszystkich

Będziesz na zawsze podziwiana, rozkwitająca i obsypana pochwałami.
Nieocenione dziedzictwo, co Bóg dla Ciebie chroni

Dałaś nam bezcenne dobra

Nasza wspólna kultura identyfikuje nas

Nasz jeden język jednoczy nas

Nasza inteligencja, nasze sumienia i nasze siły

Napełnią Cię różnymi bogactwami

Dla ciągle trwającego rozwoju.
Nasi dzielni przodkowie

Dali swe ciała i dusze

by uczynić Cię wielkim krajem

Zrzuciłaś kolonialno-imperialistyczne jarzmo

Które zniszczyło całą Afrykę

A Twej radości z uzyskanej niepodległości

będziemy stale bronić.
Utrzymaj ten przylądek, ukochana Rwando,

Stając, poświęcimy się dla Ciebie

by pokój panował w całym kraju

by nie martwiły Cię żadne przeszkody

byś rozwijała się, dzięki swej determinacji

byś miała doskonałe stosunki z wszystkimi krajami

I by Twoja duma była odpowiednio szanowana.